# یواس‌اس اس‌سی-۲
یواس‌اس اس‌سی-۲ (به انگلیسی: USS SC-2) یک زیردریایی بود که طول آن ۱۱۰ فوت (۳۴ متر) بود. این زیردریایی در سال ۱۹۱۸ ساخته شد.